# Neyyire Neyir
Neyyire Neyir (nacida como Münire Eyüp, Estambul, 1902 – 13 de febrero de 1943), conocida también como Münire Eyüp Ertuğrul, fue una escritora, actriz de teatro y cine turca, que fue la primera actriz de cine musulmana en Turquía tras debutar en 1923. Estuvo casada con el actor y director Muhsin Ertuğrul.

## Biografía
Nació en 1902 como Münire Eyüp en Estambul, Imperio Otomano, ciudad donde cursó sus educación secundaria en la İstanbul Kız Öğretmen Okulu. Posteriormente asistió a la Amerikan Kız Koleji sin terminar sus estudios; durante esta época, fue miembro del club de teatro.
En 1929, se casó a Muhsin Ertuğrul (1892-1979), a quien  conoció durante su primera incursión en el cine en 1923.
Neyyire Neyir fue hospitalizada en octubre de 1942 debido a un intenso dolor que experimentó en el tórax durante un ensayo sobre los escenarios, descubriéndose que estaba enferma del corazón, lo que le provocó su muerte a la edad de 41 años el 13 de febrero de 1943. Sus restos fueron depositados en el cementerio Zincirlikuyu en Estambul.

### Carrera
Su carrera profesional como actriz comenzó con su participación en la película de 1923 titulada Ateşten Gömlek (en español: La Hija de Smyrna), que dirigió Muhsin Ertuğrul. El director estuvo a punto de filmar una popular novela escrita por Halide Edip Adıvar (1884-1964), la que relataba algunos acontecimientos dramáticos de la Guerra de Independencia turca (1919-1922). 
Adıvar, una ferviente activista por los derechos de las mujeres, quién de hecho participó en la Guerra turca de Independencia, estipuló que sólo permitiría que su novela fuera llevada al cine cuando el rol principal fuera interpretado por una mujer musulmana turca. Eso, en el Imperio Otomano, estaba prohibido por razones religiosas; así, en todas las películas los roles de mujeres eran interpretados por cristianas o judías que eran parte de la minoría en Turquía. Bedia Muvahhit (1897-1994), la reciente nueva esposa de un amigo de Muhsin Ertuğrul aceptó actuar en el papel principal, mientras que para el rol secundario, se publicó un anuncio en un periódico. La única postulación provino de Münire Eyüp, quién todavía era una estudiante universitaria: usó en la película el seudónimo de Neyyire Neyir, transformándose en una de las primeras mujeres musulmanas que actuaron en el cine turco.
Neyir protagonizó el mismo año la siguiente película de Muhsin Ertuğrul, Kız Kulesinde Bir Facia (en español: Una Tragedia en la Torre de la Doncella). Después de un breve periodo como suplente en una compañía de teatro en Esmirna, regresó a Estambul en 1924 y se unió al teatro de Muhsin Ertuğrul. Años más tarde, actuó en una película usando su verdadero nombre; aun así, toda su carrera la dedicó casi por completo al teatro.
Actuó en el teatri imperial otomano Darülbedayi, cuyo director era Ertuğrul; además, fue actriz invitada en Egipto y Chipre.
Escribió artículos sobre literatura rusa y teatro ruso en la revista teatral Darülbedayi, que su marido fundó el 15 de febrero de 1930. Eventualmente, Neyir asumió el puesto de editor en jefe utilizando su verdadero nombre. A partir de 1941, escribió en la revista Perde ve Sahnev junro a su marido.

## Filmografía
- Ateşten Gömlek (1923) como Kezban
- Kız Kulesinde Bir Facia (1923)
- Ankara Postası (1928) (con su nombre real)